# В ночи (фильм, 1985)
«В ночи» (англ. Into the Night) — кинофильм 1985 года. Также был известен в советском видеопрокате под названиями «Ночью», «Кубарем в ночи» и другими.
Характерной особенностью фильма является появление в камео-ролях целой плеяды голливудских режиссёров, авторов сценария и других деятелей кино и эстрады.

## Сюжет
Главного героя фильма — Эда, инженера авиакосмической фирмы в Лос-Анджелесе, беспокоит бессонница. Он не может уснуть неделями. Это влияет на его работу и отравляет личную жизнь. Сотрудник, которого он подвозит к офису, даёт ему бестолковый совет слетать в Лас-Вегас, мол, всё равно ведь не спишь, так хоть отдохнёшь ночью. Каким бы совет нелепым не показался, но в день, когда Эд узнаёт об измене собственной жены, он решает ему последовать. С этого момента жизнь его резко меняется. В аэропорту, на автостоянке, к нему прямо на капот сваливается девушка, которая умоляет немедленно её увезти прочь, в противном случае её убьют. Диана, так зовут девушку, также последовав совету доброжелателя, рискнула ввезти в страну из Европы несколько драгоценных камней. Оказалось, что эти камни из скипетра бежавшего иранского шаха, они бесценны и имеется множество желающих их заполучить. Остаток фильма наполнен погонями и стрельбой. Становится действительно не до сна.

## В ролях
- Джефф Голдблюм — Эд Оркин
- Мишель Пфайффер — Диана
- Дэн Эйкройд — Херб, сотрудник Эда
- Брюс МакГилл — Чарли, брат Дианы
- Дэвид Боуи — Колин Моррис
- Ричард Фарнсуорт — Джек Кейпер
- Вера Майлз — Джоан Кейпер
- Ирен Папас — шахиня
- Клу Галагер — федеральный агент
- Кэтрин Харольд — Кристи
- Стейси Пикрен — Эллен Оркин

## Камео-роли
- Джон Лэндис — режиссёр
- Джордж Фолси, мл. — продюсер
- Рон Кослоу — продюсер
- Дэн Эллингэм — исполнительный продюсер
- Роберт Пейнтер — оператор
- Джон Ллойд — художник-постановщик
- Малкольм Кэмпбелл — монтажёр
- Дебора Нэдулмэн — художник по костюмам

- режиссёр Джек Арнольд — человек с собакой в лифте
- гримёр Рик Бейкер — наркоторговец
- французский режиссёр, продюсер и сценарист Роже Вадим — господин Мельвилль, французский похититель
- сценарист Карл Готтлиб — толстый усатый спецагент ФБР
- режиссёр, продюсер и сценарист Джонатан Демми — федеральный агент в очках
- режиссёр Дэвид Кроненберг — начальник Эда в комнате для совещаний
- сценарист и режиссёр Лоуренс Кэздан — полицейский детектив, допрашивающий Бада Германа
- писатель и сценарист Джонатан Линн — портной, примеряющий костюмы агентам САВАК
- режиссёр Пол Мазурски — Бад Герман, любовник Кристи
- режиссёр Дэниел Петри — режиссёр фильма о заложниках
- Диди Пфайффер, младшая сестра Мишель Пфайффер — проститутка, пристающая к главным героям
- режиссёр и продюсер Дон Сигел — человека, которого застали с женщиной в гостиничной уборной
- сценарист Уолдо Солт — бомж, сообщающий Эду, что машину, которую тот припарковал в неположенном месте, увезли на штрафную стоянку
- режиссёр Ричард Франклин — инженер авиакосмической фирмы, обедающий за одним столом с Хербом
- режиссёр Эми Хекерлинг — неуклюжая официантка
- создатель «Маппет-шоу» Джим Хенсон — человек, разговаривающий по телефону с Берни, в то время как герои фильма с нетерпением ждут окончания этой беседы
- драматург, сценарист и режиссёр Колин Хиггинс — актёр с пистолетом на съёмочной площадке фильма о заложниках
- музыкант и композитор Карл Перкинс — мистер Вильямс, помощник Хамида Моради

Режиссёр фильма Джон Лэндис сыграл одного из агентов, охотящихся за главными героями. Всего вместе с ним самим на экране в этом фильме появилось 17 режиссёров.

## История проката

### Даты премьер
Даты приведены в соответствии с данными IMDb.
- США — 15 февраля 1985
- Швеция — 5 апреля 1985
- Норвегия — 16 мая 1985
- Испания — 17 мая 1985
- Франция — 22 мая 1985
- ФРГ — 24 мая 1985
- Финляндия — 31 мая 1985
- Австралия — 18 июля 1985
- Турция — март 1988

### Критика
На агрегаторе рецензий Rotten Tomatoes «В ночи» имеет рейтинг свежести — 40 %. Он основан на 25 отзыве кинокритиков и свидетельствует о смешанном отношении к фильму.
Винсент Кенби из «New York Times» писал: «Немного смешной, во многом гротескный „В ночи“, складывается впечатление, создавался не для нашего отдыха, а для своего круга кинематографистов с Бель-Эйр, чтобы смотреть с ними фильмы друг друга в своих просмотровых комнатах». Впрочем, для исполнительского мастерства актёров двух ведущих ролей он приберёг тёплые слова: «Мистер Голдблюм с его несколько отстранённой реакцией на гнев окружающих, демонстрирует хорошую работу комического самообладания. Мисс Пфайффер, после последней роли помешанной на кокаине жены Аль Пачино в „Лице со шрамом“, настолько красива, что можно и не заметить, что у неё есть потенциал для того, чтобы быть прекрасной комедийной актрисой». «Variety» вторил подобным образом: «во время фильма в одно время прилагаешь усилия, чтобы смеяться, а затем уже напрягаешься, чтобы пугаться», — хваля при этом игру Джеффа Голдблюма — «в то же время приятно наблюдать, как он постоянно пытается понять, что собственно он здесь делает».
Ряд критиков полагал, что столь большое количество эпизодических появлений друзей и коллег Лэндиса излишнее и сбивает с толку. Роджер Эберт на страницах «Chicago Sun-Times» отмечал: «Будь я агентом одной из задействованных звёзд вроде Голдблюма, Мишель Пфайффер, Ричарда Фарнсуорта или Кэтрин Харольд, я думаю я стал бы протестовать перед офисом, где Лэндис устроил акт кинематографической мастурбации и мои клиенты затерялись посреди этого семейного собрания». Мнение «Time Out»: «Бесчисленное количество маститых кинематографистов в мелких ролях выглядит ненужным, однако Дэвид Боуи создал замечательный образ английского киллера и оба исполнителя главных ролей выглядят блестяще: Пфайффер, к примеру, представ в гламурной до нелепости роли, порой ломающей даже самую лучшую актрису, ухитряется сделать достоверным каждый дюйм своего пути».
Советские критики, незнакомые в лицо с голливудским бомондом, и потому смотревшие фильм непредвзято, отнеслись к картине гораздо благосклоннее. Сергей Кудрявцев в 1990 году обращал внимание: «Странно, что никто не обратил внимание на другое. Джон Лэндис, как и Мартин Скорсезе с собственным фильмом „После работы“, оказался у истоков целого направления комедий о „яппи в опасности“, то есть о молодых городских профессионалах, которые в один из дней или же в одну из ночей вдруг посылают свою работу и респектабельную жизнь ко всем чертям и отправляются в рискованное путешествие с соблазнительными красотками, ввязываясь из-за них в настоящий переплёт».

## Саундтрек
Звуковое сопровождение к фильму было написано Айрой Ньюборном (композиции «Enter Shaheen» и «Century City Chase»). Ньюборн также выступил композитором двух песен из саундтрека — «Into the Night» и «My Lucille» (обе исполнялись мэтром ритм-н-блюза Би Би Кингом) и аранжировщиком классической песни «In the Midnight Hour». Кроме того, виниловое издание саундтрека содержало ещё два трека Айры Ньюборна, не звучащих в фильме: «Don’t Make Me Sorry» (соавтор Джо Еспозито) в исполнении Патти Ла Белль и «Keep It Light» (соавтор Реджинальд «Сонни» Бёрк) в исполнении Тельмы Хьюстон. Дополняли официальное издание саундтрека ещё пара песен из фильма — это «Let’s Get It On» Марвина Гэя и «I Can’t Help Myself (Sugar Pie Honey Bunch)» в исполнении группы The Four Tops.
Оформление конверта грампластинки включало комментарий Джона Лэндиса:
Я представляю Айру Ньюборна с трудом: создать звуковое сопровождение к фильму, чтобы подчеркнуть исключительного музыканта и не скомпрометировать его уникальные таланты или целостность кинокартины. Фильм — «В ночи», исполнитель — Би Би Кинг.
Все три песни Би Би Кинга из саундтрека были изданы в виде отдельных синглов. Эти же песни легли в основу документального телефильма «B.B. King „Into the Night“», в котором, кроме самого маэстро задействованы актёры киноленты, а также Эдди Мёрфи и Стив Мартин. Режиссёром этого телефильма был Джефф Окун, а его помощником — Джон Лэндис. Собственно Лэндис отвечал за видеоклипы ко всем трём песням, а Окун дополнил архивными съёмками Кинга и интервью с ним и с Лэндисом. В видеоклипах среди прочего показаны кадры из кинофильма.
| #           | Название композиции                           | Исполнитель    | Время |
| ----------- | --------------------------------------------- | -------------- | ----- |
| Сторона «А» |                                               |                |       |
| 1           | «Into the Night»                              | B.B. King      | 4:10  |
| 2           | «My Lucille»                                  | B.B. King      | 3:43  |
| 3           | «In the Midnight Hour»                        | B.B. King      | 3:23  |
| 4           | «Enter Shaheen»                               | Ira Newborn    | 2:05  |
| 5           | «Century City Chase»                          | Ira Newborn    | 2:45  |
| Сторона «Б» |                                               |                |       |
| 1           | «Don’t Make Me Sorry»                         | Patti La Belle | 4:18  |
| 2           | «Keep It Light»                               | Thelma Houston | 3:48  |
| 3           | «Let’s Get It On»                             | Marvin Gaye    | 4:00  |
| 4           | «I Can’t Help Myself (Sugar Pie Honey Bunch)» | The Four Tops  | 2:40  |

## Награды
- Специальный приз на МКФ в Коньяке.